# Cubavisión

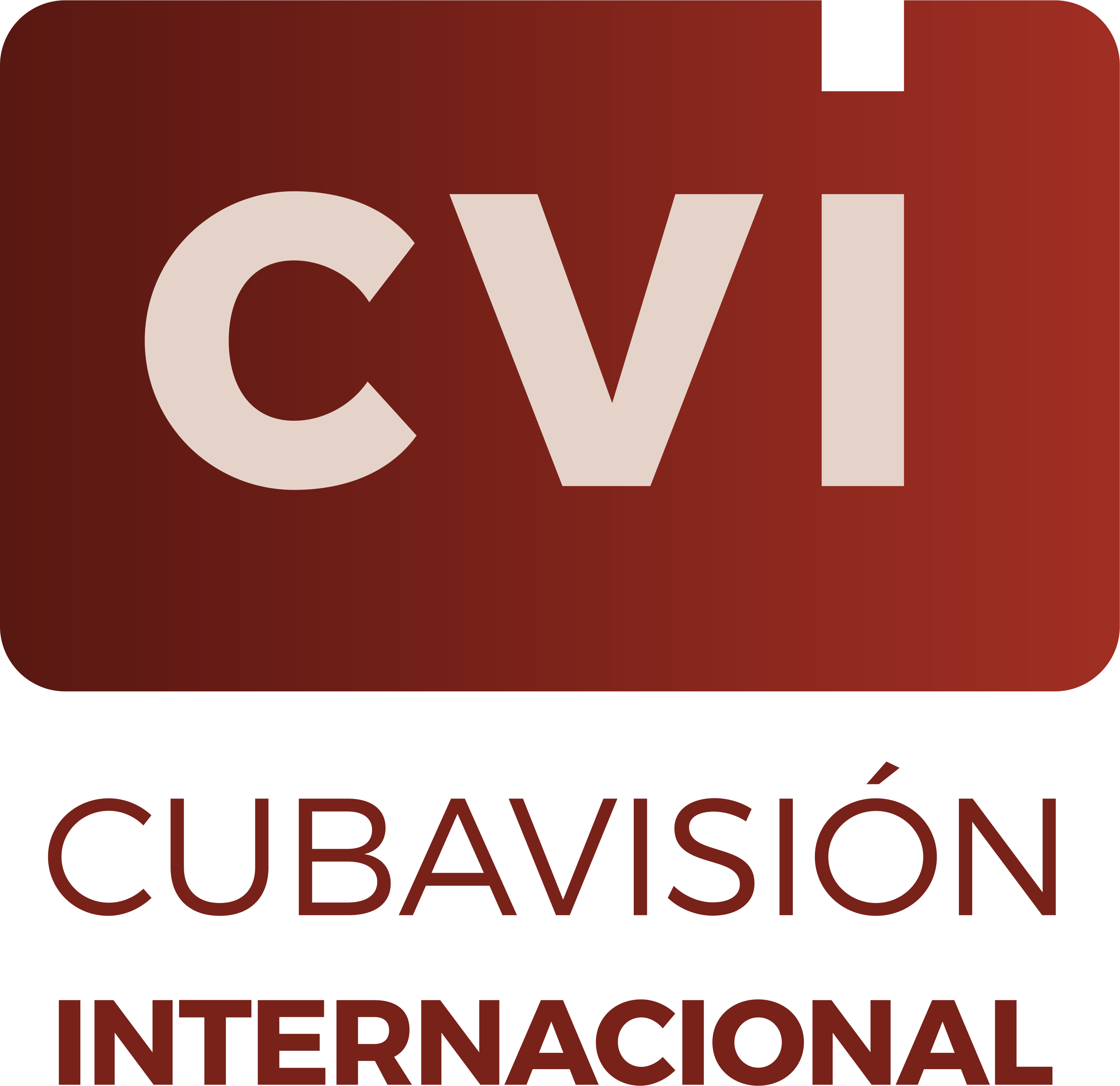

Cubavisión é o principal canal da Televisão Cubana. O canal é aberto e de propriedade do governo cubano. Possui alcance cubano durante as 24 horas do dia. Existe uma versão para TV por cabo e que é denominada Cubavisión Internacional.

## História
As origens da Cubavisión começam a partir do dia 10 de Dezembro de 1950 quando realizaram-se as primeiras transmissões da CMQ-TV no canal 6. Este canal comercial de televisão iniciou suas transmissões regulares a 11 de Março de 1951.
Em 1959, com a chegada da Revolução Cubana, a CMQ-TV como os demais meios de comunicação do país, foram estatizados. Posteriormente, a 27 de Fevereiro de 1961, quando a publicidade comercial desapareceu dos meios de comunicação cubanos, o Estado cubano assume o financiamento dos canais de televisão.
Em 1967, nascem os primeiros telecentros (centrais regionais de televisão) e é introduzido o uso de fita de vídeo. Em 1975, A Cubavisión inicia suas transmissões em cores, e nos anos seguintes começou a desenvolver as transmissões via satélite, que resultou na criação da Cubavisión Internacional em 1986.

## Programação
A programação do canal é variada, com a inclusão de programas cubanos e estrangeiros, divididos em blocos temáticos em relação ao horário. Durante a manhã e as primeiras horas da tarde, são transmitidas aulas televisionadas (teleaulas), destinadas ao ensino básico e em menor escala, ao ensino secundário e pré-universitário.
Também existe um curso denominado "Universidade para Todos" que abre o bloco orientado a aumentar o nível cultural da população cubana
Durante a tarde e fins de semana há blocos de programação infantil, programas dramatizados, culturais e de orientação social durante a noite e pela madrugada. 
A Cubavisión também transmite programas de cunho informativo e político pelas três emissões do Noticiário Nacional de Televisão, a Mesa Redonda, as sessões da Assembleia Nacional e demais actos políticos televisionados pela televisão cubana.
Entre os programas mais vistos, destacam-se o espaço das novelas, que alternam entre uma cubana e outra estrangeira. Os filmes dos sábados e domingos também são muito apreciados, como o programa "Arte 7". Aos domingos, são transmitidas séries como House M.D. ou Without a Trace. Na noite do mesmo dia a transmissão de séries é alternada entre CSI: Crime Scene Investigation e CSI: New York e alguns programas do mesmo cunho policial de produção cubana, como o Tras la huella.
Às segundas-feiras, terças-feiras, quartas-feiras e quintas-feiras é transmitido no espaço noturno novelas de produção cubana. Entre as que foram transmitidas, destacam-se:
- Añorado encuentro (em exibição actualmente)
- Doble juego
- La cara oculta de la luna
- Si me pudieras querer
- El balcón de los helechos
- A pesar de todo
- Al compás del son
- Tierra Brava
- Diana
- Aquí estamos

Durante a madrugada transmitem-se outras séries (a maiorida delas estrangeiras), como por exemplo:
- Lost
- Supernatural
- Dark Angel
- Oz
- Shark
- Nip/Tuck
- Law & Order
- Criminal Minds
- Medium

Às terças-feiras e quintas-feiras são transmitidos programas vídeo musicais como "Piso 6" no estilo da MTV e séries como Grey's Anatomy, Los Soprano, Third Watch, Damages ou Prison Break.

## Disponibilidade
A Cubavisión está disponível via satélite, com cobertura em todo o continente americano, totalmente livre. É possível sintonizá-lo com um receptor DVB-S, em banda KU, satélite Hispasat 30W e Transponder 11884 V. 